# توکل‌آباد (جبالبارز جنوبی)
توکل‌آباد روستایی در دهستان مردهک بخش جبالبارز جنوبی شهرستان عنبرآباد استان کرمان ایران است.

## جمعیت
بر پایه سرشماری عمومی نفوس و مسکن در سال ۱۳۹۵ این روستا بدون جمعیت بوده است.